# Анадолукавагы
Анадолукавагы (тур. Anadolu Kavağı, букв. Анатолийский Тополь) махалле (квартал) Бейкоза (Стамбул). Здесь расположен небольшой городок, основными источниками жителей которого являются рыболовство и туризм. Этот район известен своими рыбными ресторанами, развалинами крепости Йорос и гробницей Йуши.

## Местоположение
Анадолукавагы находится в стратегически важном месте на азиатском берегу Босфора, близ устья в Чёрное море. Поэтому место на раннем этапе использовалось как торговый порт и военная база: об этом свидетельствуют развалины крепости Йорос, находящиеся в южной части городка на высоком холме высотой около 200 метров над уровнем моря.
В административном отношении Анадолукавагы является кварталом Бейкоза нескольких километрах к северу от Ускюдара. По другую сторону Босфора находится Румеликавагы.

## История
В данном районе в древности была греческая колония. Греки построили на холме в Анадолукавагы храм честь бога Зевса. Позже, как предполагает турецкий исследователь Асну Бильбан Ялчин (Asnu Bilban Yalçın), при византийском императоре Мануиле Комнине здесь была построена крепость. Над этой крепостью османы окончательно установили контроль в 1391 году и после завоевания Константинополя Йорос стал важным звеном в обороне Босфора.
После Второй мировой войны, к северу от городка были построены закрытые военные объекты рассчитанные на оборону проливов от возможного вторжения советских войск.

## Транспорт и экономика
Один из основных источников дохода является рыболовство, здесь расположено большое количество рыбных ресторанов.
До Анадолукавагы можно доехать либо на автобусе № 15A от Каваджика, либо на теплоходе городских линий от Сарыера. Причём, если местные туристы обычно добираются по шоссе, то иностранцы предпочитают поездки по Босфору. В летние месяцы приток туристов может увеличиваться в 4-5 раз, и поэтому в конце недели организовываются дополнительные теплоходные рейсы.